# Жаргалтхаан
Жаргалтхаан (монг. Жаргалтхаан) — сомон аймака Хэнтий в восточной части Монголии. Численность населения по данным 2010 года составила 1 831 человек.
Центр сомона — посёлок Жаргалт, расположенный в 96 километрах от административного центра аймака — города Ундерхаан и в 235 километрах от столицы страны — Улан-Батора.

## География
Сомон расположен в восточной части Монголии. Граничит с соседними сомонами Баянмунхе, Дэлгэрхаан, Мурэн, Умнедэлгэр, Хэрлэн и Цэнхэрмандал. На территории Жаргалтхаана располагаются горы Баяхан, Байц, Дашравдан, Хух Асга, протекают реки Цэнхэр, Тэнгэлэг.
Из полезных ископаемых в сомоне встречаются свинец, железная руда, плавиковый шпат и уголь.

## Климат
Климат резко континентальный. Средняя температура января -25 градусов, июля +18 градусов. Ежегодная норма осадков 200-300 мм.

## Фауна
Животный мир Жаргалтхаана представлен волками, оленями, лосями, лисами, корсаками, зайцами.

## Инфраструктура
В сомоне есть школа, больница, центры культуры и торговли.